# LÉ Emer (P21)
Il LÉ Emer è un pattugliatore, in servizio con questo nome per l'Irish Naval Service dal 1978 al 2013. Dal 2015 è in servizio come nave d'addestramento per la marina nigeriana con il nome di NNS Prosperity.

## Caratteristiche
L'Emer costituiva un'evoluzione del precedente LÉ Deirdre, rispetto al quale era dotato di una motorizzazione più potente (4 800 cavalli contro 4 200) e aveva un dislocamento maggiore. 

## Servizio
Il LÉ Emer fu commissionato il 9 gennaio 1978, rimanendo in servizio per la marina irlandese fino al 20 settembre 2013. 
Il 20 ottobre 2013 fu quindi venduta all'asta per 320 000 Dollari a un uomo d'affari nigeriano, che intendeva avviarne una conversione in yacht di lusso (destino già toccato al Deirdre) o impiegarla per svolgere servizi di sicurezza in Africa occidentale. In seguito fu, però, confiscata dalle autorità nigeriane, entrando in servizio per la Nigerian Navy il 19 febbraio 2015 come nave d'addestramento. 

## Origine del nome
La nave prendeva il nome da Emer, moglie dell'eroe Cú Chulainn nel Ciclo dell'Ulster della mitologia irlandese.